# Teknikåret 1982

## Händelser

### Januari
- Januari
  - VHD visas under CES. [1]
  - CMB introducerar Commodore 64. [2][3]

### Juni
- 2 juni - Sverige riksdag inför skatt på videoband och ljudkassetter.[4]
- 6 juni - RCA meddelar om släppet av CED-spelarna SGT200 och SGT250. [5]

### Juli
- Juli - Timex börjar sälja ZX81-kopian från Timex Sinclair 1000 i USA. [6]

### September
- 1 september - Sovjetunionen begränsar kraftigt sina telefonförbindelser med väst Som skäl anges att den till olympiska sommarspelen 1980 uppbyggda telefonkapaciteten, behövs på annat håll. I väst menar dock många att det är sovjetiska myndigheters försök att minska den sovjetiska kontakten med omvärlden.[4]

### Oktober

CD

- 1 oktober - CD introduceras i USA. [7]

### November
- November - Compaq Computer lanserar Compaq Portable, och börjar tävla med IBM. [8]

### Okänt datum
- Det japanska teknikföretaget JVC lanserar de första CD-skivorna i Asien.
- Sveriges fordonsbyggares riksorganisation bildas, vilket gör det möjligt att registrera ombyggda och amatörbyggda fordon i Sverige.